# El Limoncito, Veracruz
El Limoncito är en ort i Mexiko.   Den ligger i kommunen Ursulo Galván och delstaten Veracruz, i den sydöstra delen av landet, 290 km öster om huvudstaden Mexico City. El Limoncito ligger 20 meter över havet och antalet invånare är 258.
Terrängen runt El Limoncito är platt. Runt El Limoncito är det ganska tätbefolkat, med 172 invånare per kvadratkilometer. Närmaste större samhälle är Zempoala, 3,3 km nordväst om El Limoncito. Trakten runt El Limoncito består till största delen av jordbruksmark.